# Prospherysa minuta
Prospherysa minuta là một loài ruồi trong họ Tachinidae.